# Аракан Йома
Аракан Йома (Ракхайн, Аракански планини) (на бирмански: ရခိုင်ရိုးမ) са младонагънати планини в западната част на Мианмар. Отделят Индо-Гангската равнина на запад от Иравадийската равнина на изток. Дължина от север на юг около 800 km, между 17° и 22° с.ш. Максимална височина връх Виктория 3053 m. Араканските планини представляват сложно изграден антиклинорий с алпийска възраст. Ядрата на осовите хребети са изградени от триаски и кредни глинести шисти, пясъчници и кварцити, а крилата – от палеогенови седиментни скали. Те са предимно средновисоки, раздробени и издигнати от нови вертикални движения. На север са съставени от паралелно простиращи се хребети (Нама и др.), разделени от дълбоки ерозионно-тектонски долини, със стръмни и скалисти склонове. На юг системата от хребети се стеснява и преминава в ниски планински масиви и разпръснати хълмове с полегати склонове и височина до 150 – 200 m. Като цяло склоновете на планината са асиметрични. Вододелът е преместен към източния къс и стръмен склон, ограничен от меридионални откоси. По западните наветрени склонове господстват влажните тропични вечнозелени гори, по източните – листорадни тикови гори до височина 1000 m, а нагоре следват вечнозелени дъбови и борови гори. По източните склонове се разработват са находища на хромити.